# Werner Hegemann
Werner Hegemann (* 15. Juni 1881 in Mannheim; † 12. April 1936 in New York, NY) war ein Stadtplaner, Architekturkritiker und politischer Schriftsteller.
Hegemann war als Stadtplaner eine international bekannte Figur, eine zeitgenössische Größe als Architekturkritiker und gehörte als Schriftsteller zum Kreis der Linksliberalen, die die Weimarer Republik zu stärken suchten.

## Familie, Studium
Als einer der jüngeren Söhne eines Fabrikanten besuchte Hegemann aufgrund der Scheidung seiner Eltern Schulen und Internate in verschiedenen deutschen Ländern. Der Tod seines Vaters 1900 machte ihn finanziell unabhängig und nach dem Abitur 1901, einem Semester in Berlin und dem Militärdienst verbrachte er zwei Jahre in Paris und auf Reisen. In Berlin hatte ihm sein Onkel, der Architekt Otto March, eine Ersatzfamilie geboten und sein Interesse an Kunst und Architektur geweckt.
Nachdem Hegemann in Paris Charles Gide und in Philadelphia Simon Patten gehört hatte, entschied er sich für das Studium der Nationalökonomie in Berlin, Straßburg und München. 1905 heiratete er die Lehrerin Alice Hesse – auch sie ließ sich für Nationalökonomie einschreiben –, und 1906 wurde ihre Tochter Ellis geboren. Hegemann promovierte 1908 bei Lujo Brentano und Walter Lotz mit einer Arbeit zu Mexikos Goldwährung.

## Stadtplanung

### USA 1909
Noch 1908 reiste Hegemann mit seiner Familie in die USA. Beeindruckt vom Progressivismus, interessierte er sich für Sozialpolitik. Er besuchte die soeben eingerichtete Housing Inspection in Philadelphia, berichtete über die städtische Ausstellung der Municipal Art Society und des Committee on Congestion in New York. Hier entstand, zusammen mit March, die Idee, die Pläne des Berliner Wettbewerbs um einen Gesamtbebauungsplan in einer ersten internationalen Städtebauausstellung öffentlich zu präsentieren. March, bereits beim Anstoß des Wettbewerbs führend, erwies sich auch hier als einflussreicher Organisator. Hegemann bewarb sich in Boston um eine Mitarbeit an der Städteausstellung Boston 1915, einer philanthropischen Unternehmung, die Boston bis 1915 zu einer Musterstadt machen wollte, und wurde Mitglied des Exhibit Committee.

### Berlin 1910–1912
Ende 1909 wurde Hegemann achtundzwanzigjährig zum Generalsekretär der Internationalen Städtebauausstellung ernannt. Die im Mai 1910 eröffnete Ausstellung zeigte die Berliner Wettbewerbspläne, deutsche und internationale Beispiele für Architektur und Stadtplanung; sie wurde noch im selben Jahr als Internationale Städtebau-Ausstellung Düsseldorf 1910 wiederholt und anschließend teilweise in London auf der International Town Planning Conference sowie in Zürich gezeigt. Hegemann war nicht nur ihr Pressesprecher, sondern agierte als Führer für ein zahlreiches Publikum vom auswärtigen Fachbesucher bis zu politischen Vereinen.
Sein Erfolg in der Öffentlichkeitsarbeit trug ihm den Auftrag ein, die offizielle Darstellung der Ausstellung zu verfassen. Seine zwei Bände Der Städtebau, 1911 und 1913, gelten als ein „Gründungsdokument des Fachs“. Hegemann verschaffte der neuen Disziplin nicht nur eine Tradition, sondern mit seiner kulturgeschichtlichen Erzählung auch einen sozialen Auftrag – eine Gemengelage, die seine Rezensenten begeisterte.
Hegemann, der – zu unbekanntem Zeitpunkt – der SPD beitrat, arbeitete 1912 bei einer Baugenossenschaft mit, die ein Reformsiedlungsprojekt, das der „gemischten Bauweise“, verwirklichte. Sein Versuch, die mit der Ausstellung gewonnene Popularität in konkrete kommunalpolitische Ziele umzusetzen, schlug jedoch fehl. Er gründete den Propaganda-Ausschuß für Groß-Berlin, eine frühe Form einer Bürgerinitiative, und konnte Käthe Kollwitz dafür gewinnen, eigens ein Plakat und Signum zu zeichnen. Die Versammlungen dieses Ausschusses erregten Aufsehen, konnten jedoch die politischen Entscheidungsträger nicht zugunsten einer gezielten Wohn- und Grünflächenpolitik beeinflussen.

### USA 1913–1920
Daher kehrte Hegemann 1913 in die Vereinigten Staaten zurück, inzwischen allein, da seine Reisen die Ehe ruinierten. Auf Empfehlung von Wilhelm Marx war er vom People’s Institute of New York eingeladen worden, in amerikanischen Städten Vorträge über Stadtplanung zu halten. Seine Tour begann in New York City und führte ihn in über zwanzig Städte. In seinen Vorträgen debattierte er Chancen und Gefahren der jeweiligen Stadtentwicklung und riet von der Nachahmung europäischer Vorbilder ab.
Am Ende stand ein Engagement in den Westküstenstädten Oakland und Berkeley, die ihn mit einem großen Planungsbericht beauftragten (1915 publiziert). Hier entwickelte Hegemann eine strikte Hierarchie der Planungsbereiche und forderte die Kooperation städtischer Gruppen zur Lenkung der Stadtentwicklung, die Wende von innerstädtischer Verschönerung zur Optimierung des Ensembles städtischer Funktionen.
Für die Rückreise wählte Hegemann die Pazifikroute. Zu Beginn des Ersten Weltkriegs wurde sein deutsches Schiff aufgebracht und die Passagiere in Mosambik interniert. Ihm gelang es, als blinder Passagier an Bord eines Seglers zu fliehen, der ihn in den amerikanischen Südstaaten an Land setzte. Zurück in New York, machte er sich als Planungsberater selbstständig.
1916 gründete Hegemann mit dem Landschaftsarchitekten Elbert Peets eine eigene Firma, die sich auf Vorortsiedlungen spezialisierte. Nach einem kurzzeitigen Engagement für eine Werkssiedlung der Kohler Co. in Wauwatosa, Wisconsin gelang der Firma mit dem Auftrag für Washington Highlands (1916–1919) ein Erfolg, während zwei weitere große Anlagen aufgrund der Wirtschaftskrise nicht vollendet werden konnten. Die Erschließung einer ehemaligen Farm, heute als historisches Denkmal geschützt, vereint Elemente formaler mit informeller Landschaftsgestaltung und moderner Siedlungsplanung, die vom Reihenhaus bis zum Anwesen reicht.
Bei schlechter werdender Auftragslage widmeten Hegemann und Peets sich einer Sammlung hervorragender Beispiele amerikanischer Architektur und Stadtplanung. Ihr 1922 gemeinsam publizierter Thesaurus American Vitruvius mit 1200 Abbildungen führte mit Peets’ Skizzen seiner Europareise den Blickwinkel des Flaneurs in der Stadt ein, während Hegemann die Vorbilder kritisch kommentierte. Die typologisch angelegte und weit gefasste Übersicht – Platz, Baugruppe, Straße, Grün und Stadtplan – trug zur Selbstentdeckung der neuen Disziplin bei, indem sie deren Agenda erweiterte. Zunächst wenig wohlwollend aufgenommen, stieg der Ruf des Buches, als es 1923 für den Grundbestand einer jeden Fachbibliothek empfohlen wurde.
Inzwischen hatte Hegemann seine zweite Frau, Ida Belle Guthe, auch sie Lehrerin, kennengelernt. Sie heirateten 1920 und sollten vier Kinder bekommen. Mit ihr brach Hegemann nun auf, um nach einem längeren Italienaufenthalt nach Deutschland zurückzukehren.

## Architektur

### Verbindungen
Die Ernennung zum Herausgeber des Katalogs der Städtebauausstellung im schwedischen Göteborg 1923 erlaubte Hegemann Kontakte zu Architekten und Planer zu erneuern.
In der Folge gab er 1924 eine deutsche Ausgabe des Gemeinschaftswerks Amerikanische Architektur heraus. Sie richtete sich gegen die europäische Avantgarde und ihre amerikanischen Helden Frank Lloyd Wright und Louis Sullivan, um eine Lanze für den Beaux-Arts-Stil der American Renaissance zu brechen. Von den Modernen heftig abgelehnt – so wünschte Adolf Rading, solche Bücher solle man verbrennen –, vermittelte das Werk mit seiner typologischen Breite ein realistisches Bild vom amerikanischen Baugeschehen.

### Kritiker
1924 wurde Hegemann Herausgeber der bekannten Architekturzeitschrift Wasmuths Monatshefte für Baukunst und des ebenfalls im Wasmuth Verlag erscheinenden Städtebau. Die außergewöhnlich hohe Zahl, stilistische Bandbreite und internationale Herkunft der besprochenen Bauten machten die von ihm redigierte Zeitschrift zur Ausnahmeerscheinung unter den zeitgenössischen Journalen. Mit einem literarisch-polemischen Kritikstil, der sich vom Manifest-Stil der Modernen scharf abhob, opponierte Hegemann gegen formalen Modernismus und akademische Traditionen und votierte für eine gemäßigte Moderne. «Le journal, c’est un monsieur», hörte J. J. P. Oud 1927 über Hegemann sagen.
Hegemann bewegte auch Andersdenkende, bei ihm zu schreiben. Er inszenierte Streitfälle um der anschließenden Beiträge und Diskussionen willen, und er kritisierte durch Auslassung – Architekten des Rings wurden selten besprochen – wie durch Protektion, etwa der Stuttgarter Schule. Auch darin heftig umstritten, sahen ihn die Initiatoren des CIAM gar als einen „Erzfeind“, reüssierte er mit der Belebung der Debatten, so dass Paul Westheim ihn „einen geborenen Widersprecher“ nannte.
Zeitweise mit der konservativen Architektengruppe Der Block assoziiert, wandte Hegemann sich ab 1930 der großstädtischen Moderne Erich Mendelsohns und der Brüder Hans und Wassili Luckhardt zu, in der er eine kommende Klassik erkannte, um sie nachdrücklich zu unterstützen. Daher endete seine Herausgeberschaft der Architekturzeitschrift 1933 mit einer kritischen Abrechnung mit Paul Schmitthenner, der, lange von Hegemann protegiert, sich zu Adolf Hitler bekannt hatte.

## Schriftsteller

### Bücher
Hegemann debütierte 1924 unter dem Pseudonym Manfred Maria Ellis als politischer Schriftsteller. Er kritisierte die idealistische Tradition deutschen politischen Denkens, das die Vergangenheit zum Maßstab der Gegenwart machte. In fiktiven Gesprächen realer und erdachter Personen arrangierte er die Lob- und Widerreden auf Heroen der revisionistischen Geschichtsdeutung wie Friedrich den Großen und Napoleon. Der hochliterarische Stil übertrug in satirischer Absicht seinem Leser das Denken und vor allem das Urteil; er wollte zur Demokratie erziehen.
Die angeblichen Deutschen Schriften von Ellis veröffentlichte Hegemann in bearbeiteter Fassung. Den Fridericus von 1925 erweiterte er im folgenden Jahr, Napoleon erschien 1927, und 1928 folgte Der gerettete Christus, der Jesus als barmherzigen Wohltäter fortleben ließ und Ermittlungen auf sich zog, die jedoch eingestellt wurden.

### Reaktionen
Auch Hegemanns historisch-politische Schriften machten ihm zahlreiche Feinde. Insbesondere die Historiker lehnten ihn vehement ab. Sie zählten ihn zu den Autoren „Historischer Belletristik“; „Dilettanten“ und „haßerfüllte Gegner des alten Kaiserreiches“, so Wilhelm Schüßler.
Hegemanns Satiren wurden entweder nicht als solche verstanden oder aber scharf abgelehnt. Dennoch gelang es ihm, sich vor allem unter Kollegen einen Ruf zu erarbeiten, was ihm zunehmend Gelegenheit gab, auch für politische Zeitschriften wie Das Tage-Buch und Die Weltbühne zu schreiben.

### Das Steinerne Berlin
1930 führte Hegemann politische und architektonische Kritik in seinem Buch Das steinerne Berlin zusammen, in dem er die Berliner Baugeschichte Revue passieren ließ. In satirischer Verschiebung porträtierte er die preußischen Könige als Antihelden bürgerlichen Freiheitsstrebens und zugleich als Helden im Vergleich zur späteren gleichgültigen Bürokratie, die die „Mietskasernenstadt“ Berlin ermöglicht hatte. Parallel dazu spielte er Schlüter und Schadow als Genien mit bürgerlichen Tugenden aus, um andererseits Schinkel als ästhetischen und politischen Opportunisten darzustellen. Er plädierte für eine humane Stadt von Eigentum und Eigenheim, Grünflächen und öffentlichem Verkehr.
Von Architekten weniger geschätzt und von Historikern wenig beachtet, wurde das Buch vor allem von Schriftstellern wie Joseph Roth, Franz Blei und Carl von Ossietzky gelobt. Walter Benjamin rief Hegemann zum „Querulanten vorm Weltgericht“ aus, und Franz Hessel rühmte die Lehre des „Tua res agitur!“

### Publizistik
1930 hatte Hegemann einer weiteren Fassung des Fridericus-Themas bereits ein Vorwort vorangestellt, das deutlich vor dem Führerkult warnte. 1931 griff er Gottfried Benn wegen dessen Nähe zum Nationalsozialismus an und sagte ihm die unvermeidliche Vereinnahmung als Opfer oder Täter voraus. Nach einer längeren Vortragsreise in Südamerika, wo er neuerlich gegen die Kopie europäischer Ästhetik und Planungsinstrumente auftrat, widmete er sich vermehrt den Warnungen vor den Nationalsozialisten.
Hegemann konzipierte eine Artikelserie, die die historischen Vorbilder der NSDAP kritisch-satirisch auf Tauglichkeit befragte: Der Alte Fritz, der erste Nazi. Daraus entstand sein letztes deutsches Buch, die Entlarvte Geschichte, das am Tag des Reichstagsbrandes erschien und unter dem Schutz einer satirischen Widmung an Hindenburg und Hitler noch erfolgreich verkauft werden konnte.

## Exil
Hegemann verließ aufgrund der Warnungen seines Verlegers Jakob Hegner noch im Februar 1933 das Land. Er fuhr in die Schweiz, wohin ihm seine Familie im April folgte. Bei den Bücherverbrennungen des 10. Mai 1933 wurden Hegemann und Emil Ludwig als „Geschichtsverfälscher“ namentlich genannt; im Mai 1934 wurde sein Haus beschlagnahmt, im Juni 1935 Hegemann ausgebürgert und ihm noch 1938 der Doktortitel aberkannt.
Alvin Johnson lud Hegemann ein, in New York an der New School of Social Research Stadtplanung zu lehren. Im November 1933 traf die Familie in New York ein, und Hegemann, der zwar der Hoffnung Ausdruck gab, dass Hitler nicht viel länger als ein Jahr regieren werde, und sich doch zugleich der Kriegsvorbereitungen gewiss war, begann seine Lehrtätigkeit unter zahlreichen deutschen Kollegen. 1935 gelang es seinem früheren Mitarbeiter Joseph Hudnut, inzwischen Dekan der Architekturfakultät der Columbia University, das Geld aufzubringen, um Hegemann als Dozenten anstellen zu können. Hegemann las über Planung im Rahmen eines neuen, an den Sozialwissenschaften orientierten Curriculums.
In den USA nahm Hegemann seine politische Kritik erneut auf, um angesichts der politischen Erfahrungen in Deutschland Roosevelts New Deal zu unterstützen. So forderte er etwa in seinem letzten Buch City Planning Housing von 1936, Slumlords entschädigungslos zu enteignen. Der zweite Band und ein großer, an den American Vitruvius anschließender Thesaurus zeitgenössischer Planung wurden nach seinem Tod von seinen Freunden herausgegeben.
Hegemann erlag im April 1936 in New York den Komplikationen einer Lungenentzündung.

## Werkauswahl

### Monografien
als Autor
- The American Vitruvius. An Architect’s Handbook of Civic Art. Vieweg, Braunschweig 1988, ISBN 3-528-08740-4.
- Amerikanische Architektur & Stadtbaukunst. Ein Überblick über den heutigen Stand der amerikanischen Baukunst in ihrer Beziehung zum Städtebau. Wasmuth, Berlin 1925.
  - 2. Auflage 1927: urn:nbn:de:kobv:83-goobi-1042974 Digitalisat der Universitätsbibliothek der Technischen Universität Berlin.
- City Planning Housing. Architectural Book Publications, New York 1936.
  - Band 1:Historical and Sociological.
- Der gerettete Christus oder Iphigenies Flucht vor dem Ritualopfer. Kiepenheuer, Potsdam 1928.
- Das Jugendbuch vom großen König oder Kronprinz Friederichs Kampf um die Freiheit. Verlag Hegner, Hellerau 1930.
- Entlarvte Geschichte. Olms, Hildesheim 1979, ISBN 3-8067-0821-5 (Nachdruck der Ausgabe Leipzig 1933).
- Facades of Buildings, Fronts of old and modern business and dwelling Houses, 500 Illustrations collected by Werner Hegemann. Ernest Benn Ltd., London 1929.
- Fridericus oder Das Königsopfer. Neue, erw. Auflage. Verlag Hegner, Hellerau 1926 (Digitalisat).
- Napoleon oder „Kniefall vor dem Heros“. Verlag Hegner, Hellerau 1927.
- Reihenhausfassaden (Deutsche Ausgabe von Facades of Buildings). Ernst Wasmuth Verlag, Berlin 1929.
- Report on a City Plan for the Municipalities of Oakland & Berkeley … [ohne Ortsangabe], 1915.
- Der Städtebau nach den Ergebnissen der Allgemeinen Städtebauausstellung in Berlin und Düsseldorf. Wasmuth, Berlin 1911–1913.
  - Band 1: Berlin. 1911.
  - Band 2: Verkehrswesen, Freiflächen Paris, Wien, Budapest, München, Cöln, London, Stockholm, Chicago, Boston. 1913.
- Das steinerne Berlin. 1930, Geschichte der größten Mietkasernenstadt der Welt (Bauwelt-Fundamente; 3). Vieweg, Braunschweig 1988, ISBN 3-528-18603-8.

als Herausgeber
- Wasmuths Monatshefte für Baukunst (und Städtebau). Verlag Ernst Wasmuth, Berlin 1924–1933.
- Manfred Maria Ellis: Deutsche Schriften. 2. Auflage. Sanssouci-Verlag, Berlin 1924,
  - Band 1: Iphigenie. Ein Lustspiel.
  - Band 2: Iphigenienromantik, Friedrichslegenden, Sühnopferwahn, 1.–3. von 7 Gesprächen über das Königsopfer.
  - Band 3: Friedrich II. als Werther, Christi Rettung vom Opfertod, die letzten 4 der 7 Gespräche über das Königsopfer.

### Aufsätze
- Die Ausstellung für Städtebau und Städtische Kunst in New York. In: Städtebau, 1909, 6, S. 127–131, 146–148.
- The Debasement of the Professions. In: Pierre van Passen, James Waterman Wise (Hrsg.): Nazism. An Assault on Civilization. New York 1934, S. 59–75.
- Das deutsche Wohnhaus. In: Bauwelt, 1932, 23, S. 1165–1172 (und in: MB 16 (1932), S. 559–566).
- Emil Ludwig zum fünfzigsten Geburtstag. In: Die Weltbühne, 20. Januar 1931, 27, S. 96–100.
- Erich Mendelsohn’s Kaufhaus Schocken Chemnitz. In: Wasmuths Monatshefte für Baukunst und Städtebau. Nr. 8, 1930, S. 345–350 (zlb.de).
- Heinrich Mann? Hitler? Gottfried Benn? Oder Goethe? In: Tagebuch, 11. April 1931, 12, S. 580–588. https://anno.onb.ac.at/cgi-content/anno-plus?aid=dtb&datum=1931&page=644&size=45
- Die krystallische Form gotischer Kirchen und ihre Vorplätze. Betrachtungen zum Ulmer Münsterplatz-Wettbewerb. In: Städtebau, 1925, 20, S. 29–44 (Digitalisat der Zentral- und Landesbibliothek Berlin).
- Künstlerische Tagesfragen beim Bau von Einfamilienhäusern. Die Nachfolge Messels, Schultze-Naumburg und Ernst May, Flaches und schiefes Dach. In: Wasmuths Monatshefte für Baukunst. Nr. 3, 1927, S. 106–127 (zlb.de).
- Mebes, Schinkel, die neuen Luckhardts, USA und USSR. In: Monatshefte für Baukunst und Städtebau. Nr. 2, 1932, S. 57–65.
- Paul Wolf und Heinrich Tessenow. In: Wasmuths Monatshefte für Baukunst. Nr. 4, 1927, S. 173–182 (zlb.de).
- Stuttgarter Schildbürgerstreiche und Berliner Bauausstellung 1930. In: Wasmuths Monatshefte für Baukunst. Nr. 1, 1928, S. 8–12 (zlb.de).
- Turmhaus Reichstag. In: Die Weltbühne, 4. März 1930, 26, S. 275–280.
- Warnung vor „Akademismus“ und „Klassizismus“. In: Wasmuths Monatshefte für Baukunst. Nr. 1, 1927, S. 1–10 (zlb.de – zusammen mit Leo Adler).
- Weimarer Bauhaus und ägyptische Baukunst. In: Wasmuths Monatshefte für Baukunst. Nr. 3/4, 1924, S. 69–86 (zlb.de – zusammen mit Leo Adler).
- Eine wichtige Berliner Stadtbaufrage: Erich Mendelsohns Herpich-Umbau in der Leipziger Straße. In: Städtebau, 1925, 20, S. 156 f.